# Gelasma balteata
Gelasma balteata är en fjärilsart som beskrevs av W. Warren 1907. Gelasma balteata ingår i släktet Gelasma och familjen mätare. Inga underarter finns listade i Catalogue of Life.